# Jon McGregor
Jon McGregor (Bermuda, 1976) è uno scrittore britannico.

## Biografia
Nato nell'arcipelago delle Bermuda nel 1976, vive e lavora a Nottingham dove insegna all'Università.
Cresciuto in Inghilterra, dopo gli studi all'Università di Bradford, svolge svariati mestieri (magazziniere, lavapiatti, panettiere e operatore di call center) prima di esordire nella letteratura nel 2002 con il romanzo Se nessuno parla di cose meravigliose.
Composto nell'arco di due anni passati in un'imbarcazione, il libro entra nella longlist del Booker Prize e riceve il Somerset Maugham Award e il Betty Trask Award.
In seguito dà alle stampe due raccolte di racconti e altri tre romanzi tra i quali Neanche i cani vince l'International IMPAC Dublin Literary Award nel 2012 e Bacino 13 il Costa Book Award per il miglior romanzo nel 2017.

## Opere

### Romanzi
- Se nessuno parla di cose meravigliose (If Nobody Speaks of Remarkable Things, 2002), Vicenza, Neri Pozza, 2003 traduzione di Massimo Ortelio ISBN 88-7305-930-9.
- Diversi modi per ricominciare (So Many Ways to Begin), Vicenza, Neri Pozza, 2006 traduzione di Massimo Ortelio ISBN 88-545-0140-9.
- Neanche i cani (Even the Dogs, 2010), Milano, Isbn, 2011 traduzione di Anna Mioni ISBN 978-88-7638-217-8.
- Bacino 13 (Reservoir 13, 2017), Parma, Guanda, 2018 traduzione di Ada Ardunini ISBN 978-88-2352-009-7.
- Lean Fall Stand (2021)

### Racconti
- This Isn't the Sort of Thing That Happens to Someone Like You (2012)
- The Reservoir Tapes (2017)